# Bermejo (Mendoza)
Bermejo es una localidad de la provincia de Mendoza de la República Argentina, ubicada en el departamento Guaymallén hacia el sur con la localidad de Villa Nueva y Capilla del Rosario.
Se encuentra a 15 minutos del centro comercial de la Ciudad de Mendoza siendo Mathus Hoyos su calle principal, en una zona de microclima. Debido a su muy baja urbanización, sin acumulador de calor o isla de calor, es mucho más fresco en verano, esto sumado a sus añosas arboledas. 
Su hotel principal se llama Ejército de los Andes. 
Aquí se encuentra la planta transmisora de LRA6 Radio Nacional Mendoza.

## Historia
Los huarpes, a las tierras hoy llamada  Bermejo, las llamaban “Cuascarile”, que equivale a “Silencioso Verde”. 
Cuando llegaron los españoles estaba el cacique “Ycano”, quedando como encomenderos los capitanes Escobar Torres y Perez de Marcotegui (alrededor del año 1570). 
En 1650 eran posesiones del capitán Juan de Nieves y Castilla, quien funda su estancia y edificó una capilla. Por lo tanto era la “Capilla de las Nieves” y otros lo llamaban “Capilla de Nieves” por la virgen de las Nieves. 
En 1710 fue viceparroquia de Guaymallén, con el tiempo pasaron a ser del Dr. Manuel Bermejo, hombre público de Mendoza.

## Parroquias de la Iglesia católica en Bermejo
| Arquidiócesis | Mendoza                        |
| ------------- | ------------------------------ |
| Parroquia     | Nuestra Señora de las Mercedes |